# Behemoth oder Das Lange Parlament

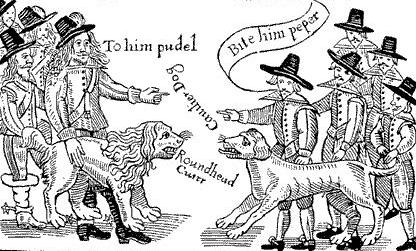
„To him, Pudel... bite him, Peper.“ Anhänger des Parlaments (Roundheads) und Royalisten (Cavaliers). – Zeitgenössische Karikatur zum Englischen Bürgerkrieg (1642–49)

Behemoth, or The Long Parliament (Behemoth oder Das Lange Parlament) ist eine staatstheoretische Schrift des englischen Philosophen Thomas Hobbes aus dem Jahr 1668, die in engem thematischem Zusammenhang mit seinem ungleich bekannteren Hauptwerk Leviathan steht. Wegen eines Druckverbots durch König Karl II. konnte sie erst 1681, nach dem Tod des Autors, erscheinen.
Vordergründig handelt es sich um ein historisches Werk über den Englischen Bürgerkrieg, der von 1642 bis 1649 zwischen König Karl I. und dem House of Commons ausgetragen wurde. Anhand der Schrecken dieses geschichtlichen Ereignisses soll aber vielmehr exemplarisch der sog. Naturzustand aufgezeigt werden, ein zentraler Begriff in Hobbes’ politischer Philosophie. Er ist von Anomie und Chaos geprägt; die Menschen überziehen einander mit Aggression, führen einen „Krieg aller gegen alle“ und leben demgemäß in ständiger Furcht vor Tod und Enteignung. Symbolisch dafür steht Behemoth, das als Flusspferd oder Elefant gedachte Landungeheuer der jüdischen Mythologie, vor dessen Stärke der Mensch kapitulieren muss. 

Zu berücksichtigen ist auch der Wesensunterschied von Behemoth und Leviathan. Während ersterer sich als Landwesen durch ständige Präsenz von Gewalt auszeichnet, ist der Leviathan eher als eine latente Macht zu verstehen, die lediglich in bestimmten Situationen zum Vorschein kommt.

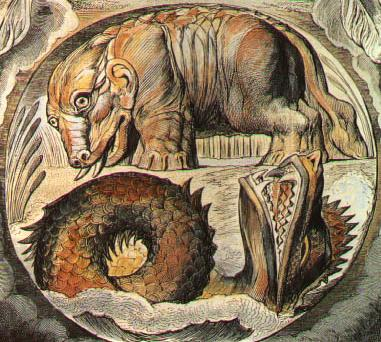
Behemoth und Leviathan, Lithographie von William Blake

Die ständige Furcht voreinander treibt die Menschen zur Überwindung des Naturzustands durch Zusammenschluss zu einem starken, allseits Sicherheit garantierenden Staatswesen. Dieses wird in Hobbes’ Philosophie durch das Seeungeheuer Leviathan symbolisiert, das seinem Hauptwerk von 1651 den Namen gegeben hat. 
Hobbes’ Schrift hat Franz Neumann zu seinem Werk „Behemoth. Struktur und Praxis des Nationalsozialismus 1933–1944“ inspiriert, in dem er eine Analyse des sog. Dritten Reichs vornimmt. Hinter der Fassade des allmächtigen Staates (Leviathan) verbörgen sich letztlich Terror und Willkür – was eher den Naturzustand (Behemoth) kennzeichne.